# ترسیم معماری

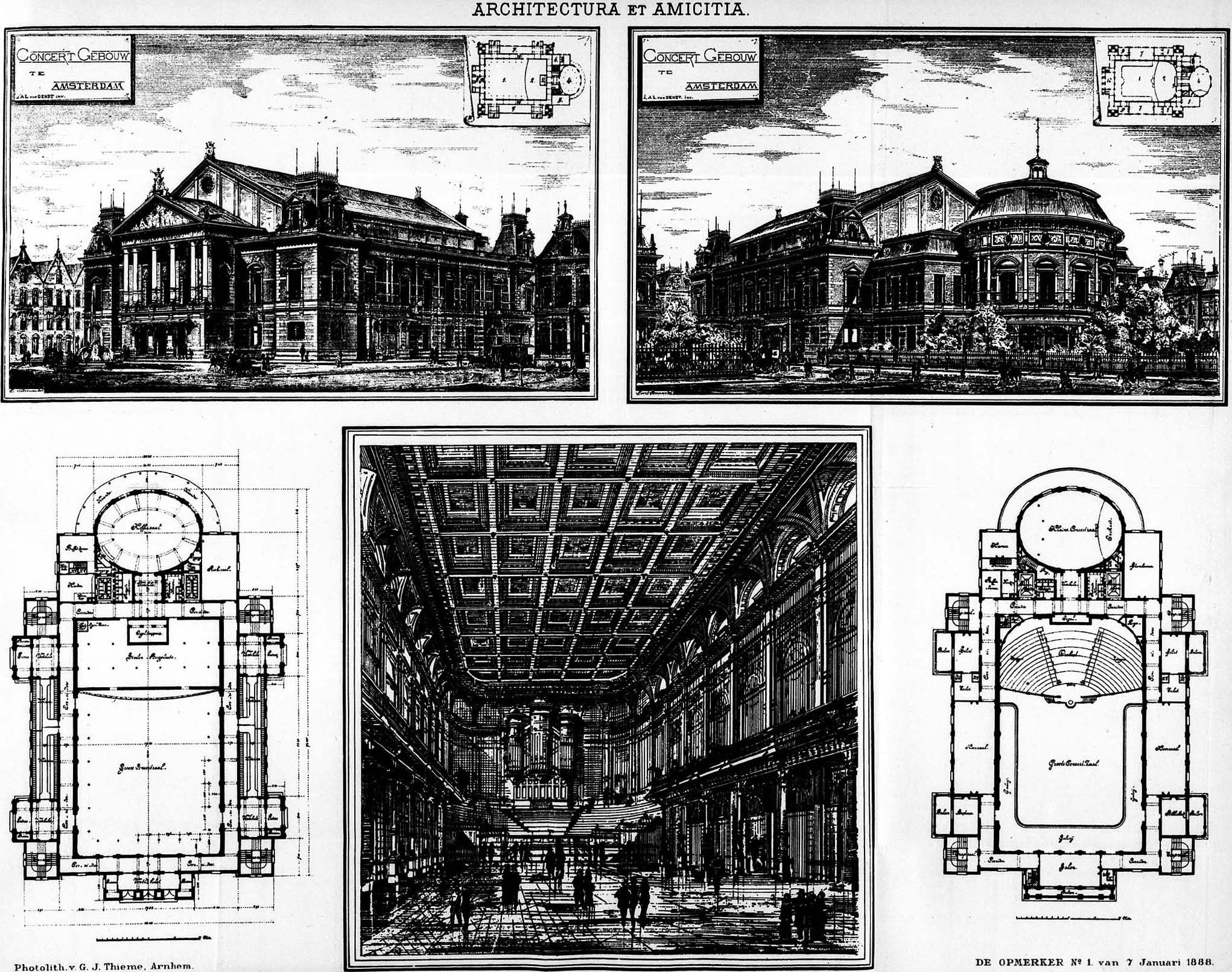
The تالار کنسرت آمستردام (concert hall) in آمستردام، by Adolf Leonard van Gendt, illustration published ۱۸۸۸.

نقشه‌کشی معماری یا نقشه‌کشی معمار طراحی فنی ساختمان (یا پروژه ساختمان) است که متعلق به طبقه‌بندی تعریف معماری است. نقشه‌های معماری توسط معماران و دیگران برای تعداد زیادی از اهداف استفاده می‌شود: به منظور توسعه یک ایده طراحی به یک طرح منسجم، برای برقراری ارتباط ایده‌ها و مفاهیم، برای متقاعد کردن مشتریان از محاسن طراحی، برای فعال کردن یک پیمانکار ساختمان برای ساخت آن، به عنوان سابقه ای از کار تکمیل شده، و برای ایجاد یک رکورد از یک ساختمان که در حال حاضر وجود دارد.
نقشه‌های معماری با توجه به مجموعه ای از قراردادها که شامل دیدگاه‌های خاص (طرح طبقه، بخش و غیره)، اندازه برگه، واحدهای اندازه‌گیری و مقیاس، حاشیه‌نویسی و ارجاع متقابل کشیده می‌شوند. مرسوم است که نقاشی با روان‌نویس بر روی کاغذ یا مواد مشابه ساخته شود، و هر گونه کپی ملزم شده است تا به زحمت با دست ساخته شود. قرن بیستم شاهد تغییر جهت به سمت نقاشی بر روی کاغذ ترسیم بود، به طوری که نسخه‌های مکانیکی می‌توانستند در آن به‌طور مؤثری اجرا شوند.
توسعه کامپیوتر تأثیر عمده ای بر روش‌های مورد استفاده برای طراحی و ایجاد نقشه‌های فنی، داشت طراحی کتابچه راهنمای تقریباً منسوخ شده است، و گشودن امکانات جدید از فرم با استفاده از اشکال ارگانیک و هندسه پیچیده است. امروز اکثریت قریب به اتفاق نقاشی‌های ایجاد شده با استفاده از نرم‌افزار کد (AutoCAD) انجام می‌گیرد.

## نگارخانه

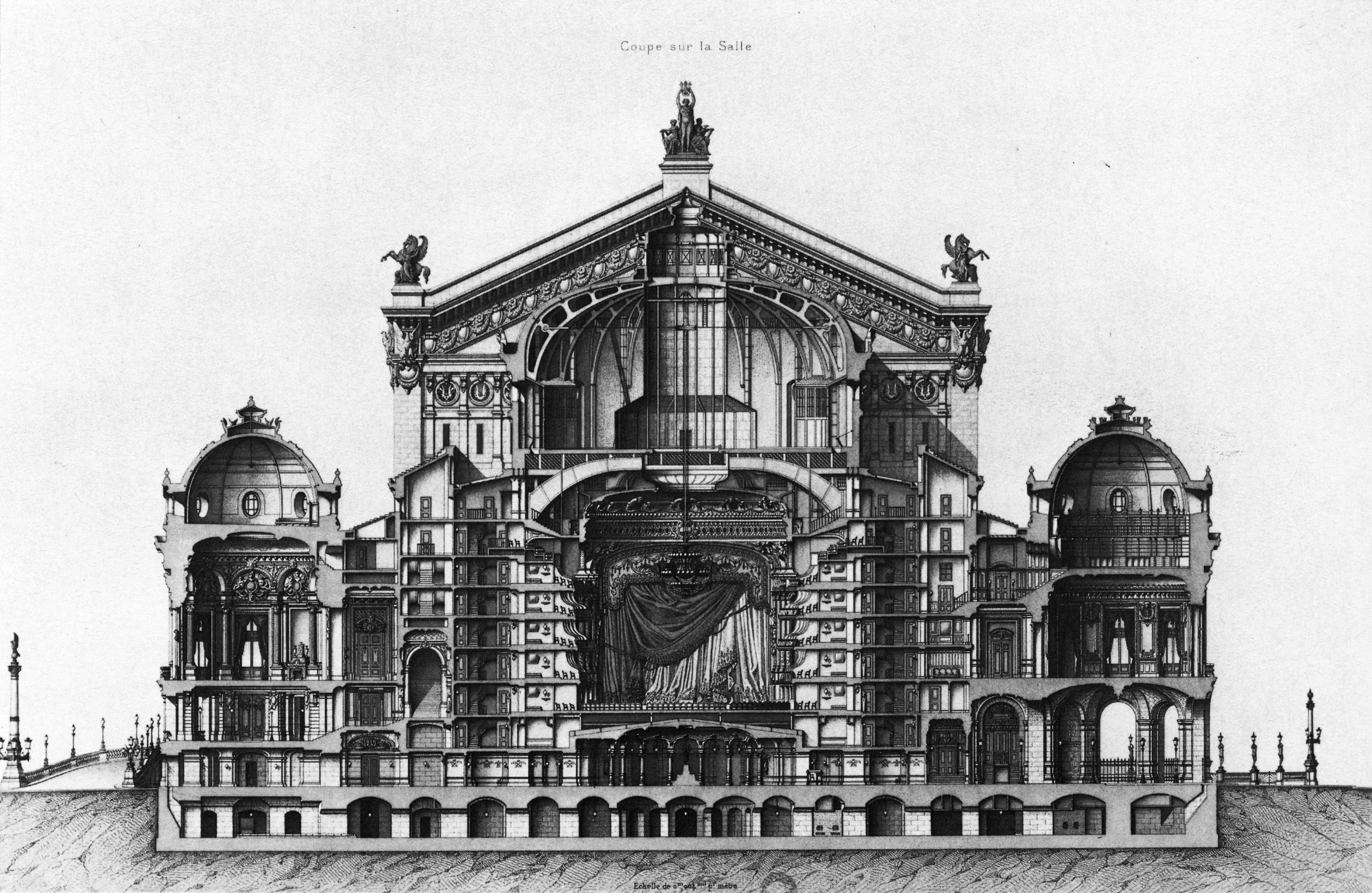
برش (مقطع) عرضی کاخ گارنیه
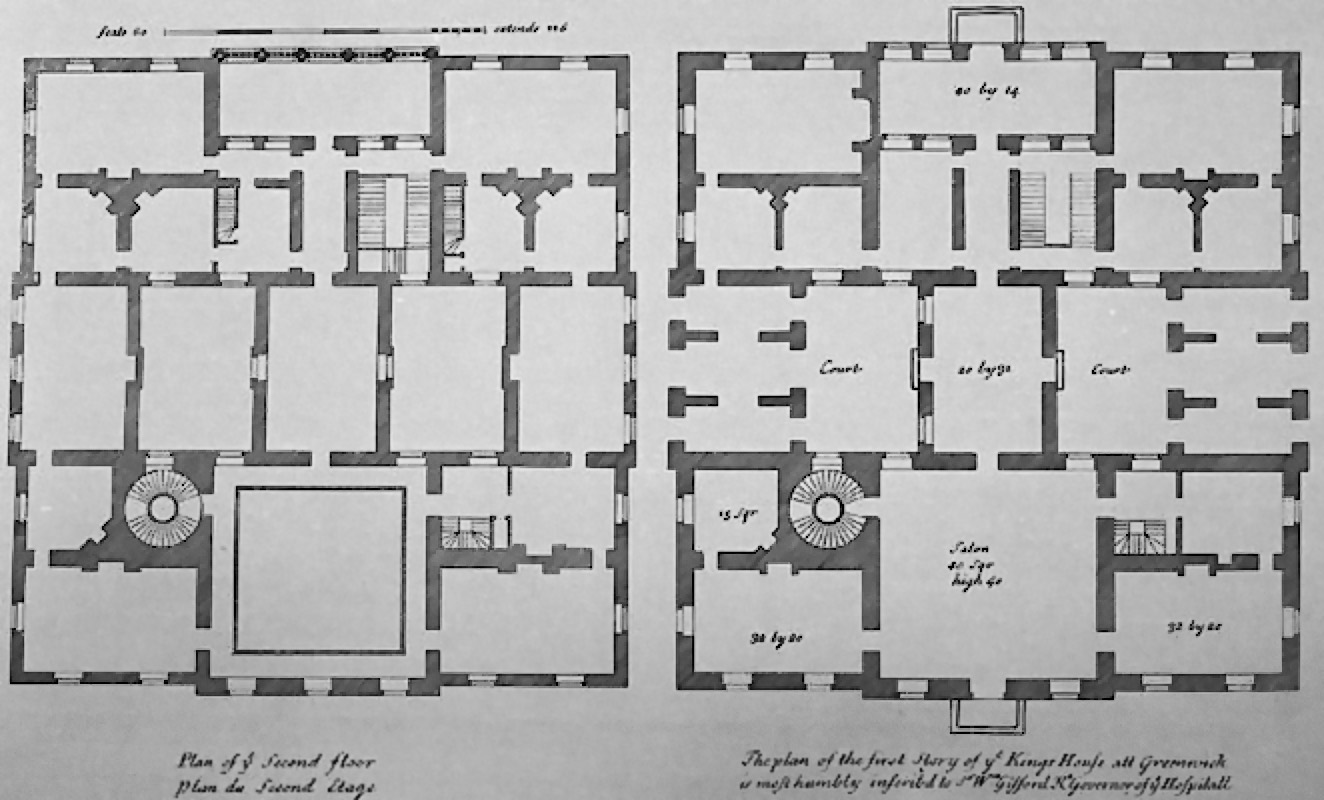
پلان طبقات Queen's House